# خانواده ارنست
خانواده ارنست فیلمی به کارگردانی و نویسندگی محسن دامادی ساختهٔ سال ۱۳۸۸ است.

## خلاصه داستان
ماریا از انگلستان و کامران از تهران به اصفهان می‌روند تا مهمان خانواده ارنست در یکصد و پنجاه سال قبل باشند.

## بازیگران
- لاله اسکندری
- امین زندگانی
- پوراندخت مهیمن
- مرضیه خوشی تراش
- جمشید مشایخی